# کارسواندو
کارسواندو (به سوئدی: Karesuando) یک منطقهٔ مسکونی در سوئد است که در بخش کیرونا واقع شده‌است. کارسواندو ۰٫۹۳ کیلومتر مربع مساحت و ۳۰۰ نفر جمعیت دارد.